# ماریو مونخه
ماریو مونخه مولینا (اسپانیایی: Mario Monje Molina‎؛ ۲۹ مارس ۱۹۲۹ – ۱۵ ژانویه ۲۰۱۹) سیاستمدار اهل بولیوی، بنیان‌گذار و دبیرکل حزب کمونیست بولیوی (Partido Comunista Boliviano, PCB) بود. هنگامی که حزب در ۱۹۶۴ به دو جناح طرفدار شوروی و طرفدار پکن تقسیم شد، او رهبر جناح طرفدار شوروی شد. او در سال ۱۹۶۶ موافقت کرد که به چه گوارا در تحریک انقلاب در بولیوی کمک کند، اما بعداً نظر خود را عوض کرد. آلیدا مارچ (بیوهٔ چه) مونخه را مسئول مرگ همسرش می‌داند.
مونخه مولینا در ۱۵ ژانویه ۲۰۱۹ بر اثر سینه‌پهلو در مسکو درگذشت.
مونخه مولینا توسط بازیگر نقشش، لو دایموند فیلیپس در قسمت دوم فیلم چه در سال ۲۰۰۸ به تصویر کشیده‌شد.